# Kritický aparát (komentář)
Kritický aparát (kritický komentář) je součástí ediční poznámky kritického vydání textu.
Jeho funkcí je komentování textu po stránce jazykové a věcné. Kritický aparát sleduje vnitřní i vnější vazby textu díla (jeho spojitost s celkovou autorovou tvorbou), dále musí vyložit z autorovy biografie významové podhoubí, z něhož text díla rostl (podněty osobní, umělecké i společenské), dobovou recepci textu díla, jeho další působení a interpretace. Kritický aparát také obsahuje soupis různočtení, tj. textových znění, která byla registrována v dochovaných textových pramenech vedle znění publikovaného ve vydání (pouze ta místa, v nichž se text relevantně liší, tj. relevantní jsou např. rozdíly pravopisné). Součástí je i celkově kompoziční, jazyková (hláskoslovné a tvaroslovné jevy, slovní vazby, lexikální zvláštnosti), stylistická a pravopisná stránka díla, věcné poznámky (z praktických důvodů zpravidla spojené se soupisem různočtení) a doslov.